# Tinglevs kommun
Tinglevs kommun var en kommun i Sønderjyllands amt i Danmark. Tinglevs kommun ingår sedan danska kommunreformen 2007 i Åbenrå kommun.